# Риети, Витторио
Витторио Риети (итал. Vittorio Rieti; 28 января 1898, Александрия — 19 февраля 1994, Нью-Йорк) — итальянско-американский композитор.
Родился в еврейской семье. Изучал экономику в Милане, затем, решив посвятить себя композиции, учился в Риме у Отторино Респиги, Джан Франческо Малипьеро и Альфредо Казеллы, изучал также игру на фортепиано под руководством Джузеппе Фругатта.
В середине 1920-х гг. жил и работал во Франции, приятельствовал с Игорем Стравинским, написал два балета для Русского балета Дягилева — «Барабо» (1925) и «Бал» (1929), оба были поставлены Жоржем Баланчиным. Сочинял также камерную и оркестровую музыку, входил, наряду с Анри Соге, Игорем Маркевичем и другими молодыми музыкантами, в кружок неоклассиков, сформировавшийся вокруг скрипачки Ивонны де Каса Фуэрте; наибольший успех из сочинений этого периода имела Серенада для скрипки с оркестром (1931), написанная Риети для Каса Фуэрте. Как отмечал в 1985 г. музыкальный критик Аллен Хьюз, на манеру Риети, лёгкий и изящный неоклассицизм, аналог серенад и дивертисментов XVIII века, оказала решающее влияние артистическая атмосфера Парижа 1920-х гг.
Затем вернулся в Рим, но в 1940 г. из-за введения фашистских расовых законов покинул Италию, с 1941 г. жил в США, в 1944 г. получил американское гражданство. Преподавал в Консерватории Пибоди (1948—1949), затем в других учебных заведениях Чикаго и Нью-Йорка, возобновил сотрудничество с Баланчиным, написав для него музыку балета «Сомнамбула» (1946, по мотивам одноимённой и других опер Виченцо Беллини). Много работал в области камерного ансамбля, особенно духового; сотрудничал с американской клавесинисткой Сильвией Марлоу, по заказу которой сочинил, в частности, Концерт для клавесина с оркестром (1957) — музыку, по мнению журнала The Gramophone, характеризующуюся «восхитительным вкусом и изысканным мастерством». Был творчески активен вплоть до конца 1980-х гг.